# France Koren
France Koren, slovenski časnikar in publicist, * 2. december 1921, Žužemberk, † 12. avgust 1966, Jesenice.

## Življenje in delo
Rodil se je v družini kmetov Terezije Košiček in Janeza Korena. Ljudsko šolo je obiskoval v rojstnem kraju. Gimnazijo je končal v Ljubljani. Tu se je na pravni fakulteti vpisal na študij prava. Leta 1943 je nekaj mesecev preživel v taborišču Gonars. Po kapitulaciji Kraljevine Italije se je vrnil domov, a kmalu odšel na Goriško in živel med Gorico in Tolminon, ter v letih 1944 in 1945 urejal Tolminski glas in glasilo slovenskih domobrancev Straže na Soči. Pred partizansko zasedbo Gorice se je za nekaj mesecev umaknil v notranjost Italije. Tu ga je globoko pretresla novica o vrnitvi in pobojh  domobrancev v Sloveniji. Kasneje je v Rimu študiral novinarstvo. Leta 1947 se je preselil v Madrid in študiral na Fakulteti za politične vede. Za diplomsko nalogo si je izbral razpravo o Trstu in Slovencih. V Madridu je s prijateljico, mlado špansko izobraženko Marisol de Castro, ki je pod njegovim mentorstvom študirala slovensko književnost, nameraval prevesti in objaviti nekaj slovenskih literarnih del. Ko je zbolel, je Marisol sama prevedla in izdala knjigo večjega števila  slovenskih pesmi, uvodno tekst pa je prispeval Koren. Skupaj sta pripravila in objavila tudi daljši spis o slovenski poeziji, sam pa je imel v Madridu več predavanj o zgodovini, književnosti in politiki Slovencev. Leta 1950 je odpotoval v Pariz, da bi na Sorboni
nostrificiral diplomo madridske fakultete. A dramatični medvojni in povojni dogodki ter življenje begunca so v Parizu strli njegovo občutljivo in dovzetno narav, tako da je 7 let preživel v bolnišnici za živčno bolne. Po posredovanju sestre se je leta 1958 vrnil v domovino. Tu ni mogel dobiti svoji izobrazbi ustrezne zaposlitve. Opravljal je razna fizična dela, največ v lesni industriji. Umrl je na domu pri bratu za posledicami kapi.